# 強迫による意思表示
強迫による意思表示（きょうはくによるいしひょうじ）とは、他人の強迫行為によって表意者（意思表示を行った者）がなした意思表示をいう。詐欺による意思表示とともに瑕疵ある意思表示とされる。なお、強迫による意思表示は、他人の強迫行為のために表意者が畏怖を生じてなした意思表示を指すのであり、表意者に対して他人がなした強迫行為そのものとは異なる。
- 日本の民法は、以下で条数のみ記載する。

## 強迫による意思表示の要件
1. ある者が表意者に対して強迫行為をすること
具体的には相手方への害意の告知である[1]。告訴・告発は適法な行為ではあるが不当な利益を目的とするときは強迫となる（大判大6・9・20民録23輯1360頁）[1][2]。
2. 強迫行為により相手方を畏怖させること
強迫行為をした者に故意（表意者に畏怖を生じさせて意思表示させようと意図）があることを要する[3]。
3. 畏怖により相手方が意思表示を行うこと
ただし、強迫により意思の自由を完全に喪失していた場合には効果意思がないので無効である[4]。この場合に表意者の保護のために民法96条1項による取消しとの二重効を肯定する学説もあるが、そもそも無効であるとみる学説もあり判例も強迫によって意思の自由を完全に喪失していた場合にはそもそも無効なのであって民法96条の適用はないとする（最判昭33・7・1民集12巻11号1601頁）[3][2]。
4. 目的・手段が不法であること
目的・手段の点から意思表示をさせることが不法性を帯びる場合でなければならない（判例として大判昭4・1・23新聞2945頁、大判昭11・11・21民集15巻2072頁）[5][3][2]。

## 強迫による意思表示の効果

### 当事者間の関係
強迫による意思表示は取り消すことができる（民法第96条1項）。
民法第96条2項の反対解釈により第三者が強迫を行った結果として相手方に瑕疵ある意思表示をした場合にも、相手方が強迫の事実を知らなくとも意思表示を取り消すことができる。

### 第三者との関係
詐欺による意思表示の取消しは善意の第三者に対しては主張できないとする96条3項の反対解釈により、強迫による意思表示の取消しは善意の第三者に対しても主張することができるものと解されている（通説・判例）。ただし、詐欺による意思表示の取消しとの間のこのような差異が設けられていることについては妥当性の点から疑問視する学説もある。
なお、目的物が動産の場合には取消しの前後に関わらず即時取得しうる（192条）。
- 取消し後に新たな利害関係を生じるに至った者

強迫による意思表示を取り消した者と取消し後に新たな利害関係を生じるに至った者との関係については、177条により対抗問題となるとするのが従来の通説・判例であるが、取消しの前後に関わらず96条3項を類推適用すべきとする説、取消し後に新たな利害関係を生じるに至った者については94条2項を類推適用すべきとする説（近時の有力説）もある。
- 手形行為の取消しの場合

強迫による意思表示の取消しは手形法17条にいう人的抗弁にすぎないとされ、手形を裏書譲渡により取得した善意の第三者に対抗できない（最判昭26・10・19民集5巻11号612頁）。

### 会社法上の特則
会社法は設立時発行株式及び募集株式の引受けについて法的安定性を確保するため民法の一般原則を変更している。株式の引受けに関しては一定期間後（発起人については株式会社成立後、設立時募集株式の引受人は株式会社成立後又は創立総会・種類創立総会で議決権を行使した後、募集株式の引受人は株主となった日から1年経過後又はその株式について権利を行使した後）は強迫を理由とする取消しはできないものとされている（会社法51条2項・会社法102条4項・会社法211条2項）。